# アメリカ図書館協会
アメリカ図書館協会（アメリカとしょかんきょうかい、英: American Library Association、ALA）はアメリカ合衆国に本拠をおき、図書館と図書館教育を国際的に振興する団体である。構成員は64,600名を数え、世界最古にして最大の図書館協会である。

## 概要
1876年、ペンシルベニア州フィラデルフィアにて創設されたアメリカ図書館協会（以下、ALAと記述）は、1879年にはマサチューセッツ州において公的な認可を得ている。本部は現在イリノイ州シカゴに所在する。2002年以降、キース・マイケル・フィールズ（英: Keith Michael Fiels）が理事長をつとめている。
個人・団体とも加盟資格に特に制約を設けておらず、誰でもALAに加入できるが、ほとんどの会員は図書館または図書館員である。また居所・職場をアメリカ合衆国にもつ者がきわめて多く、外国からの参加は全体で3.5%程度である。
選挙で選ばれた評議会および理事会によって運営される。運営理念およびプログラムは多くの委員会や合議による承認を経ている。この組織の大きな任務のひとつは、認可局（英: Office for Accreditation）の下で図書館情報学の学士プログラムを有するアメリカおよびカナダの教育機関を監督することである。
構成員は研究・教育のための図書館や公共図書館、専門性への対応やレファレンスサービス、さらには図書館行政など、11の部会（英: divisions）のひとつあるいは複数を選んで所属する。また部会よりもさらに特化した関心や話題を扱う小委員会（英: round tables）が17あり、そのひとつに参加を認められる。
ALAは全米に分布する地域・州支部、あるいは学生支部と連携している。またカンファレンスを開催、図書館の水準向上活動に参画し、多くの書籍や定期刊行物を出版している。さらに年ごとに多くの書籍やメディアに対する賞を発表している。カルデコット・メダル、ダートマス・メダル、ニューベリー・メダル、マイケル・L・プリンツ・アワード、ストーンウォール・ブック・アワードなどがある。
刊行する主な雑誌は機関誌『アメリカの図書館』（英: American Libraries）および『ブックリスト』（英: Booklist）。

## 政治的立場
ALAは、図書館や図書館員に関係すると判断したアメリカ合衆国の政治的論点に対して積極的に発言している。また協会の利害に関係するケースを扱う裁判に関しては、意見書（英: amici curiae brief）を提出している。ワシントンD.C.にも事務所をおき、図書館や情報、通信に関する事柄に関して議会にロビー活動を行っている。さらには構成図書館に対し、援助金申請に関する情報や、法令への対応、あるいは法令への対抗策について助言を与えている。

### 市民図書館、知的自由、プライバシー
ALAにはジュディス・クラグ（英: Judith Krug）が率いる「知的自由擁護事務所」（英: Office for Intellectual Freedom）がある。この事務所はALAが「あらゆる個人が、いかなる制約も受けず、いかなる観点に基づくものであれ、情報を探求し享受する権利であり、どのような問題、主張、運動が展開されたものであれ、表明された思想へのアクセスを保証するもの」と定義する、「知的自由」を奨励することを任務としている。ALAはこれに関して「読む自由宣言」（英: Freedom to Read Statement）および「図書館権利宣言」（英: Library Bill of Rights）をとりまとめている。
知的自由を擁護する立場から、ALAは図書館の所蔵資料の検閲に反対している。ボストン郊外の中等学校から書籍を排除する動きに対して、ALA「知的自由擁護事務所」の副代表デボラ・キャルドウェル＝ストーン（英: Deborah Caldwell-Stone）は、「我々は書籍が排除されること無く保持されることを望んでいる。（排除の試みは）究極的にはあらゆる議論から思想を排除することに他ならない」とインタビューで述べている。また、児童ポルノに関連する議論については「誰かの〈ポルノグラフィー〉は他の者の〈ミロのヴィーナス〉であり、あるいはミケランジェロの〈ダヴィデ像〉である。…ある人のいう〈ポルノグラフィー〉はスポーツ雑誌の水着特集であるかもしれない」と述べている。
1970年、ALAは史上初のレズビアン、ゲイ、両性愛者およびトランスジェンダーの専門団体である「ゲイ解放対策委員会」を創設した。
1999年、ラジオのパーソナリティであるローラ・シュレッシンガー（英: Laura Schlessinger）はALAの知的自由擁護路線に対して異議を唱えるキャンペーンを行った。これは特に、ALAがそのウェブサイトに設置した十代向けのあからさまな性教育サイトへのリンクの削除を拒否したことに対するものであった。しかしながら論説筋は、シュレッシンガーは「まるでALAが〈子供〉向けのポルノはOKだと言っている、というかのようにALAの立場を歪め、間違った印象を与えた」として非難した 。
ALAは図書館使用者およびACLUとともにアメリカ合衆国のインターネットにおける児童保護法（英: Children's Internet Protection Act）について提訴している。この法令は図書館が提供するインターネットアクセスに対して連邦E基準のフィルタリングを課すもので、児童による「猥褻物、児童ポルノ、あるいは未成年者に有害な視覚表現」へのアクセスを避けるための「技術的対策」を求めるものであった。審理において連邦地方裁判所は当該法が憲法違反であるとして廃止を求めたが政府は上訴し、2003年6月23日、合衆国最高裁判所はこの法は政府の資金提供の見返り条件として合憲であると判断した。当該法を支持する中で、最高裁判所は合衆国訟務局長の口頭弁論時の見解を敷衍して、この法律の合憲性は「政府が主張するのように、成人ユーザーの要求に対しては遅滞なく図書館員がフィルター装置を解除、あるいはフィルタリングソフトウェアを無効にする限りにおいて」保証されるものであるとしている。
2003年、ALAはいわゆる米国愛国者法（英: USA PATRIOT Act）の一部は「図書館使用者の憲法に保証された権利およびプライバシーの権利を侵害する危険がある」としてこれに反対する決議を採択した。以来、ALAとそのメンバーは議会に働きかけ、また地域コミュニティへの教育活動やメディアに対して当該法が図書館使用者のプライバシー権を侵害する潜在的な危険を孕んでいるということを訴え、この法律を改正しようと努めている。また、ALAは愛国者法の合憲性を問うた個人による訴訟案件についても意見書を送っている。この中にはコネチカットの四名の図書館員による、図書館の統合後に図書館使用者に関する情報を求めるFBIによる召喚状（英: National Security Letter）が送達されたことに対する訴訟も含まれている。数か月の法廷論争の末、FBIが召喚状を撤回することで審理は終えられた。
ALAは知的自由、プライバシー、市民図書館を擁護するALAを支援する方法の一環として、ユーモラスな「ラディカル図書館闘士」（英: radical militant librarian）バッジを図書館員に販売している。このバッジのデザインは、情報自由法（英: Freedom of Information act, FOIA）の要請に基づいてFBIの電子プライバシー情報センター（英: Electronic Privacy Information Center, EPIC）が提出した資料を皮肉ったものである。この資料の中には、FBIのエージェントが当局が愛国者法215条による秘密権限を行使しないことに不満をもらしつつ「ラディカルな図書館闘士ども」を愚痴っている一連のEメールが含まれていた。

### 著作権
ALAは、デジタルミレニアム著作権法（英: Digital Millennium Copyright Act, DMCA）の改正への努力を支持し、法廷に対しては著作権についての平衡を取り戻すよう求め、パブリック・ドメインの公正な使用と保護および拡大をすすめてゆくことを明らかにしている。またALAは権利の所在が不明な著作物（英: orphan works）をパブリック・ドメインに解放できるように米国著作権法 (合衆国法典第17編に収録された条文の総称) を改正することを支持している。またデジタル著作権管理 (DRM) には慎重である。連邦通信委員会 (FCC) との法廷闘争においては次世代デジタルテレビに対して著作権管理デバイスの設置を義務づける規則を退けさせることに成功した。ALAは研究情報へのオープンなアクセスを奨励する情報アクセス連盟（英: Information Access Alliance）に加盟している。

## カンファレンス
ALAおよびその部会は年間を通じて多くのカンファレンスを開催している。この中でALAの全体が関わっているのはALA年次総会（英: ALA Annual Conference）およびALA冬期ミーティング（英: ALA Midwinter Meeting）である。年次総会は展示やプレゼンテーションに焦点があてられ、冬期のものは組織内部の問題を扱う傾向が強い。年次総会は6月、冬期は1月に行われるのが通例である。ALA年次総会は専門職の会合としては最大級の規模を誇り、25,000名以上を集めるものとなる。2006年はルイジアナ州ニューオーリンズで開催された。2005年8月のハリケーン・カトリーナの襲来、罹災（りさい）をうけて総会の開催場所の移動も検討されたが、被災地を支援する意味も考慮され、計画の通りにニューオーリンズで開催されることとなった。

## 部会 (Divisions)
ALAが設ける11の部会を列挙する。「部会」は「協会」と訳されることもある。
- American Association of School Librarians (AASL) - 学校図書館員部会
- Association for Library Collections & Technical Services (ALCTS) - 図書館資料およびテクニカル・サービス部会
- Association for Library Service to Children (ALSC) - 児童図書館サービス部会
- Association for Library Trustees and Advocates (ALTA) - 図書館委員会・支持者部会
- Association of College and Research Libraries (ACRL) - 大学・研究図書館部会
- Association of Specialized and Cooperative Library Agencies (ASCLA) - 専門・企業図書館部会
- Library Administration and Management Association (LAMA) - 図書館管理・経営部会
- Library and Information Technology Association (LITA) - 図書館情報技術部会
- Public Library Association (PLA) - 公共図書館部会
- Reference and User Services Association (RUSA) - レファレンスおよび利用者サービス部会
- Young Adult Library Services Association (YALSA) - ヤングアダルト図書館サービス部会

## 小委員会 (Round tables)
- Round Tables generally
- Ethnic and Multicultural Information Exchange (EMIERT)
- Continuing Library Education Network and Exchange (CLENERT)
- Federal and Armed Forces Libraries (FAFLRT)
- Gay, Lesbian, Bisexual, Transgendered (GLBTRT)
- Government Documents (GODORT)
- Intellectual Freedom (IFRT)
- International Relations (IRRT)
- Library History (LHRT)
- Library Instruction (LIRT)
- Library Research (LRRT)
- Library Support Staff Interests (LSSIRT)
- Map and Geography (MAGERT)
- New Members (NMRT)
- Social Responsibilities (SRRT)
- Staff Organizations (SORT)
- Video (VRT)